# West Orange (New Jersey)
West Orange város az Amerikai Egyesült Államokban, New Jersey államban, Essex megyében. Lakosainak száma 48 843 fő (2020. április 1.).

## Népesség
| 2010 | 46 207 |
| 2020 | 48 843 |